# Frontières de l'Uruguay
L'Uruguay possède deux frontières terrestres internationales : 
- Une frontière avec l'Argentine, longue de 579 km,

La frontière entre l'Argentine et l'Uruguay est une ligne de 579 km, délimitée par le fleuve Uruguay. Elle débute par une triple frontière Argentine-Uruguay-Brésil, à l'embouchure du fleuve Quaraí dans le fleuve Uruguay. Elle suit le fleuve Uruguay, passant à l'ouest des départements uruguayens d'Artigas, Salto, Paysandu, Rio Negro, Soriano et Colonia, ainsi que des provinces argentines de Corrientes, Entre Rios et Buenos Aires , jusqu'au confluent des fleuves Uruguay et Paraná  et le Rio de la Plata.
- Une frontière avec le Brésil, longue de 985 km.

La frontière entre le Brésil et l'Uruguay est une bande de terre située au sud de l'État brésilien du Rio Grande do Sul. Elle s'étend sur 985 km, de la triple frontière Brésil-Argentine-Uruguay jusqu'à l'embouchure de l'Arroio Chuí, le point le plus méridional du Brésil.

La partie occidentale de la frontière est délimitée par le fleuve Quaraí, un affluent du fleuve Uruguay, et les « coxilhas de Santana ». À l'est, elle est délimitée par le fleuve Jaguarão, qui se jette dans la Lagoa Mirim. La frontière s'étend ensuite de la partie sud de cette lagune jusqu'au Chuí.

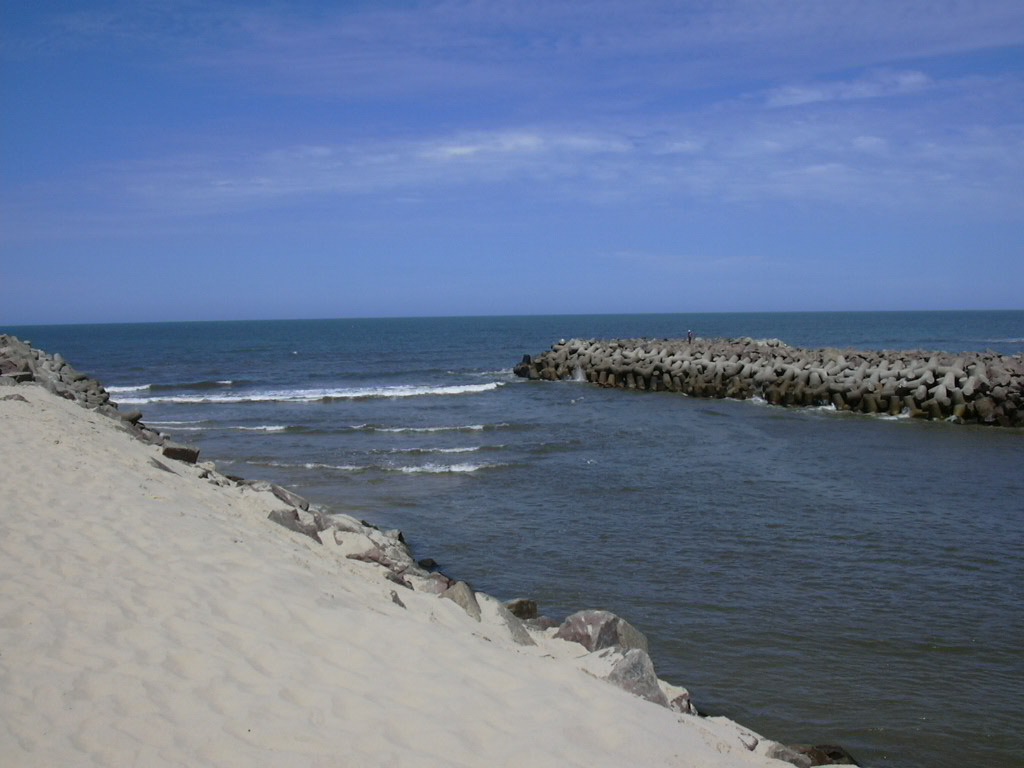
Le fleuve Chui forme la frontière entre le Brésil et l'Uruguay.

## Contentieux
La frontière entre le Brésil et l'Uruguay fait l'objet de deux litiges : l'île brésilienne et le coin d'Artigas (interfluve entre le fleuve Quaraí et l'Arroyo Invernada). Ces deux zones sont administrées par le Brésil, mais revendiquées par l'Uruguay.